# Закон за правата (САЩ)
Закон за правата (на английски: Bill of Rights) е колективно име на първите десет поправки на Конституцията на САЩ. Предложени, за да се успокоят страховете на антифедералистите, които са против ратифициране на Конституцията, тези изменения гарантират определени свободи, ограничавайки властта на правителството в съдебни и други производства и запазват някои правомощия на отделните щати и обществеността. Докато първоначално измененията се отнасят основно за федералното правителство, повечето от техните разпоредби, са приложени към останалите Щати по силата на Четиринадесетата поправка на Конституцията на САЩ, процес, известен като Включване на Закона за Правата.

## История

### Причини
Измененията са въведени от Джеймс Мадисън в Първия Конгрес на САЩ като поредица от законопроектни членове. Мадисън изразява идеите на голяма част от политическия елит, които съвместно с Александър Хамилтън работят за запазване на съюза. Създадените по това време антифедерални брожения се подхранват от страха, че федерацията ще обезсили и обезличи отделните щати. Наличието на федерацията подкопава някои права на отделните щати, включително външна гранична отбрана, издаване на парични емисии и други. Конституирането на поправките се налага, за да подсигурят придържането на Федералното правителство към строго определени рамки поради горчивия опит на местното население със злоупотребите на британските власти. Американската революция започва поради невъзможността на колонистите да намерят разрешение на законните си оплаквания и да се освободят от таксация без репрезентация. Те били решени да не се повтори тиранията и несправедливото законодателство, арестите без повод и причина, разквартируване и изхранване на войници по частни домове, както и други нередности. Макар предложените от Мадисън поправки да били дванадесет, само десет от тях са ратифицирани от Щатите по същото това време. Промените в Конституцията отразяват също страха от установяване на доминираща религия, както това било във Великобритания; намесата на Англиканската църква в държавата и нейното първенство в Англия било за сметка на други религиозни групи. Първите заселници в Новия свят бягат от религиозни преследвания и не желаят подобни положения, но търсят законови гаранции. Неслучайно първата поправка отразява разделението на църквата от държавата.

### Основни гарантирани свободи
Законът за Правата изброява свободи непосочени изрично в основния текст на Конституцията, като свободата на вероизповеданието, свободата на словото, свободна преса и право на свободни събрания; правото да се съхранява и носи оръжие; защита от неразумни обиски и конфискации, и сигурност на личните вещи, както и защита от съдебни актове издадени без основателна причина; повдигане на обвинение от разширен брой съдебни заседатели за всяко углавно престъпление; гарантиране на бърз, обществен процес с безпристрастно жури; и премахване на двойната опасност.Освен това, Законът за Правата предоставя на хората и Щатите права и свободи, които не са изрично упоменати в Конституцията като права и правомощия предоставени на федералното правителство.

### Ратификация
Поправките са приети от Камарата на представителите на 21 август 1789 г., официално предложени от съвместна резолюция на Конгреса на 25 септември 1789 г. и влизат в сила като конституционни изменения на 15 декември 1791, след ратификация от три-четвърти от другите Щати. От другите две поправки, една е приета 203 години по-късно като Двадесет и седма поправка, а Член първи технически остава висящ пред Щатите.

### Външни влияния
Законопроектът е бил повлиян от Вирджинската Декларация За Правата написана от Джордж Мейсън през 1776, английския Закон за правата от 1689 и от пораншния английски политически документ известен като Магна харта от 1215. Законът за Правата оказва малко съдебно въздействие през първите 150 години от съществуването си, но е в основата на много от решенията на Върховния съд през 20- и 21 век. Едно от първите четиринадесет копия на Закона за Правата е на показ в Националния архив във федералната столица, Вашингтон.

## Поправки

### Първа поправка
Конгресът няма да издава закон за утвърждаването на религия, или забрана на свободното упражняване на религиозните права; не ще ограничава свободата на словото или на печата; или правото на хората мирно да се съберат и да отправят петиция до правителството за разглеждане на техни оплаквания. 
Първоначално първата поправка се отнася само до закони, приети от Конгреса, и много от негови разпоредби се интерпретират по-тясно, отколкото днес. 
В делото ‘’Еверсън срещу Образователната комисия", (1947), съдът се обляга на кореспонденцията на Томас Джеферсън, настояваща за „стена на разделение между църква и държава“, макар точната граница на това разделение да остава спорна.  Рамките на свободата на словото биват разширени значително през 20 и 21 век в редица съдебни решения, които защитават различни форми на политическа реч, анонимна реч, изяви за финансиране на политически кампании, свобода на порнографията, както и свобода на словото в училищата; тези постановления също дефинират поредица от изключения от Първата поправка. Върховният съд отменя приетата процедура на английското прецедентно право, за да увеличи изискванията спрямо силата на доказателствата приведени от прокуратурата за доказване на обвинения по дела в клевета и писмено очерняне, най-вече в  процеса „Ню Йорк Таймс срещу Съливан (1964). Словото с търговски цели е по-малко защитено от Първата поправка в сравнение с политическото слово и е предмет на по-голямо регулиране, за да се защити обществеността от недобросъвестни реклами. Свободата на Словото защитава публикуването на информация, което се отнася до голям брой медии. В делата „Нийър срещу Минесота“ (1931) и Ню Йорк Таймс срещу САЩ (1971), Върховният съд постановява, че Първата поправка защитава срещу предварителна цензура в почти всички случаи. Клаузата за петиции защитава правото на петиция за съдействие до всички клонове и агенции на правителството. В допълнение към правото на свободно събиране, гарантирани от тази клауза, Съдът постановява, че поправката косвено защитава свободата на сдруженията. 

### Втора поправка
За сигурността на една свободна държава е необходимо добре регулирано опълчение; правото на хората да съхраняват и носят оръжие не трябва да бъдат нарушавани.
 Втората поправка на Конституцията защитава правото да се съхранява и носи оръжие. Правото да се носи оръжие предшества Закона за правата; Втората поправка се основава частично върху правото да се носи оръжие в английското общо право и е повлиян от английския Закон за правата от 1689. Това право е описано от Сър Уилям Блакстоун като спомагателно право, в услуга на естествените права на самозащита, на противопоставянете на потисничество и на гражданския дълг да се действа съвместно в защита на държавата. Академичните проучвания по отношение обхвата и ефекта на поправката е противоречиво и е било обект на много интерпретации.  В делото САЩ срещу Крюкшенк (1875), Върховният съд постановява, че „... правото да се носи оръжие не е гарантирано от Конституцията; нито съществуването му по някакъв начин зависи от този инструмент (Конституцията). Втората поправка гарантира само това, че правото не трябва да бъде нарушавано от Конгреса и няма друг ефект освен да ограничава правомощията на федералното правителство...“. В делото САЩ срещу Милър (1939), съдът постановява, че поправката „... защитава правото на оръжие по отношение на запазването и ефективността на една добре регулирано опълчение...“. В делото „Окръг Колумбия срещу Хелър" (2008), съдът постановява, че Втората поправка „кодифицира предварително съществуващо право“ и че „защитава индивидуално право за притежаване на огнестрелно оръжие, несвързано със служба в милиция, и за използване на това оръжие за традиционно законни цели, като самоотбрана в рамките на дома“, но също така заявява, че „... правото не е неограничено. Това не е право да се съхранява и носи всякакъв вид оръжие по какъвто и да е начин и с каквото и да е цел.“. Съдът постановява, че Втората поправка ограничава щатски и местни управления в същата степен, както ограничава и федералното правителство. 

### Трета поправка
В мирно време няма да има разквартируване на военни в ничии къщи, без съгласието на собственика, нито по време на войната, но по законосъобразен начин.
 Третата поправка ограничава разквартируването на войници в частни домове, в отговор на Актове на британския парламент по време на революционната война. Тя е една от най-малко оспорваните и до към 2009 г., никога не е била основание на решение на Върховния съд. 

### Четвърта поправка
Правото на хората да се чувстват в безопасност, по отношение на себе си, къщите, документите и вещите си, срещу неразумни претърсвания и изземвания, не трябва да бъде нарушавано и няма да се издават актове на прокурора освен при основателни причини, подкрепени от клетва или потвърждение и при специално описание на мястото, което да се претърси или на лицата и на нещата, които трябва да бъдат иззети.
Четвъртата поправка предпазва от неразумно претърсване и задържане или изземване на вещи, като се изисква всяка заповед за обиск да бъде издадена по съдебен ред, санкционирана и подкрепена от основателна причина. Тази поправка е приета вследствие на злоупотребите на британските власти по времето на Американската революция. Претърсване и изземване (включително арест) трябва да бъдат ограничени по обхват базирайки се на конкретна информация, предоставена на издаващия правораздавателен орган, обикновено от правоприлагащи служители които са дали информацията под клетва. Поправката е в основата на Изключителното правило, което гласи, че ’’ доказателства, получени незаконно не може да бъдат използвани в наказателен процес’’.  Тълкуването на Четвъртата поправка е варирало в течение на времето; протекциите му са се разширявали под влияние на по-либерални състави на Върховния съд, като например оглавявания от Ърл Уорън или са се свивали при по-консервативни състави, като този под председателството на Уилям Ренкуист. 

### Пета поправка
Никой няма да бъде принуждаван да отговоря по обвинения в углавно, или по друг начин компрометиращо престъпление, освен след представен обвинителен акт от разширено Съдебно-заседателно жури. Изключение ще представляват случаите, произтичащи по време на действителна военна служба в сухопътните или военноморски сили, или във въоръжените милиции по време на война или обществена опасност; никой няма да е обвиняем два пъти за същото престъпление, поставяйки в опасност живота или здравето му; никой няма да е задължен при съдебно производство да бъде свидетел срещу себе си, нито да бъде лишен от живот, свобода или собственост, без справедлив процес по закона; частна собственост няма да се иззема за обществено ползване, без справедливо обезщетение.
 Петата поправка предпазва от двойна опасност и самообвинение, и гарантира правото на справедлив процес, претегляне на наказателните обвинения от Разширено жури, както и обезщетение за конфискация на частна собственост при отчуждаване. Поправката е основание на решението на съда в делото „Миранда срещу Аризона“ (1966), което постановява, че ответниците трябва да бъдат информирани за техните права на адвокат и защита срещу самообвинение преди разпит от полицията. 

### Шеста поправка
При всички наказателни преследвания, обвиняемият ще има право на експедитивен и публичен процес от безпристрастно жури от Щата и района, в който е извършено престъплението, като районът ще бъде предварително обособен от закона, както и да бъде информиран за естеството и причината за обвинението; ще има право на очна ставка със свидетелствуващите срещу него; ще има процес за задължаване на свидетелите в негова защита да се явят и ще има право на помощ от адвокат за защитата си.
 В делото „Гедеон срещу Уейнрайт“ (1963), съдът постановява, че 6-ата поправка гарантира право на представяне от адвокат във всички углавни производства както в Щатските така и във Федералните съдилища. 

### Седма поправка
В дела от общ характер, където щетите надвишават двадесет долара, се запазва правото на съдебно производство от жури, като факти отсъден чрез жури, ще се преразглежда в други съдилища на Съединените щати, освен според правилата на прецедентното право.
 Седмата поправка гарантира производства с жури във Федерални дела от граждански характер при искове за повече от двадесет долара. Той също така забранява на съдии да отхвърлят установени факти от журита в процеса на Федерална граждански дела. В делото „Колгроув срещу Батен“ (1973), съдът постановява, че изискванията на 7-ата поправка могат да бъдат изпълнени от жури с най-малко шестима членове.

### Осма поправка
Не ще се изисква прекомерно висока гаранция, нито ще се налагат прекалено високи глоби, нито ще се налагат жестоки и необичайни наказания.
Осмата поправка забранява налагането на прекомерно високи гаранции или глоби, но въпреки това термина „прекомерно високи“ е отворен за интерпретация.
Най-често съдът разглежда на основание на 8-ата поправка дела, които касаят жестоко и необичайно наказание.  Тази поправка се е разглеждала от Върховния съд преди 1970 г., само от време на време, обикновено в случаите, занимаващи се със средства за изпълнение на смъртни присъди. В делото „Фърман срещу Джорджия“ (1972), някои от членовете на Върховния съд намират смъртното наказание само по себе си нарушение на 8-ата поправка, твърдейки, че поправката трябва да отразява „развитието на обществените стандарти за благоприличие“ тъй като „общественото мнение по въпроса за смъртното наказание е променено“; други съдии намерили някои практики в производството на углавни дела неприемливо произволни, завършвайки разглеждането на делото с решение, взето от мнозинството, което ефективно спира екзекуциите в САЩ в продължение на няколко години.
 Екзекуциите са възобновени след делото „Грег срещу Джорджия“ (1976), което постановява, че смъртното наказание е конституционно, ако журито е инструктирано с конкретни правила за налагане на присъдата.

Върховният съд също така установява, че някои мизерни условия в затворите представляват „жестоко и необичайно наказание“, както в случая на делото „Естел срещу Гамбъл“ (1976). 

### Девета поправка
Изброените в Конституцията определени права, няма да се тълкуват като отричане или омаловажаване на други такива, които ще останат на разположение на народа.
Деветата поправка защитава правата, които не са изрично изброени в Конституцията. Това е поправка, рядко цитирана преди втората половина на 20 век, когато е използван като частично основание за дефиниране какво означава ‘’’право на личен живот’’’ в няколко забележителни дела:
- В резултат на делото „Гризуолд срещу Кънектикът“ (1965) се отхвърля закон, забраняващ контрацептивите;
- В делото „Рой срещу Уейд“ (1973) се установява правото на жените да предприемат аборти.
- В делото „Планд перънтхуд[24] срещу Кейси“ (1992), Върховният съд използва поправката за отменяне на част от друг закон за абортите. Това е дело, описано от „Енциклопедия на американската Конституция като „...най-висок еталон до момента за наличие на съдийска воля за използване на деветата поправка“. Между 1992 и 2000 г. съдът се опира нееднократно на 9-ата поправка. [25]

### Десета поправка
Правомощия, неделегирани от Конституцията на Съединените щати, нито забранени от нея на отделните Щати, са съответно запазени за Щатите, или за хората.
Десетата поправка утвърждава федералния принцип на Конституцията чрез гарантиране на правата и правомощията, непредоставени на Федералното правителство, нито забранени за отделните Щати, да се запазят за съответно Щатите или хората. Поправката не предвижда нови правомощия или права за отделните Щати, но по-скоро съхранява тяхната автономност по дела извън правомощията на федералното правителство. 